# Petrus Kukulski
Petrus Zbigniew Kukulski, född 1967, är en svensk kreatör, författare och copywriter. Han skriver skönlitterärt under pseudonymen Zbigniew Kuklarz.
Kukulski inledde sin karriär med att få Jan Cederqvist-stipendiet som avgångselev på Berghs School of Communication och fortsatte sedan som copywriter på Garbergs och senare på Storåkers McCann.
Petrus Kukulski ligger bakom Riksgäldens koncept för om dåliga förlorare (alltså mellan konceptet och fören) och erhöll 2009 ett filmlejon i Cannes för den enda filmen med Arne Hegerfors. Han har även vunnit priser i Epica Awards, New York Festivals och 100-wattaren. Han har gjort webbsidan Hitta.se med öststatsgubbarna, Djuicefilmerna och filmerna för Expressens TV-guide samt den omtalade anti-traffickingkampanjen med de så kallade porrbilarna ”Alinja 4-ever” för World Childhood Foundation.
Petrus Kukulski har varit med och gjort följetongen som handlar om Telia-reklamen tillsammans med Martin Marklund.
Kukulski är även känd för skapandet av karaktärerna Jacko och Alejandro Fuentes Bergström tillsammans med Martin Marklund. Jacko är en rollfigur i en TV-serie med samma namn som gått på MTV Nordic och på flera andra länder i Europa. Figuren Alejandro Fuentes Bergström är en chilensk apa som förekom för första gången i piloten "Godnatt jord" i humorserien Humorlabbet som visades på Sveriges Television under hösten 2006 och som sedan har medverkat i Kristian Luuks Popcirkus. Petrus Kukulski gör rösten för Alejandro, och vid kampanjen Intrum Justitia belönades Petrus Kukulski tillsammans med Martin Marklund med utmärkelsen Årets guldskrift 2008 för karaktären Alejandro.
Kukulski har illustrerat Martin Marklunds debutbok ”21 steg till självstjälp”, som är världens första feel bad-bok. 
Petrus Kukulski arbetar som creative director på reklambyrån Honesty.

## Skönlitterärt författarskap
Som författare under pseudonymen Zbigniew Kuklarz har Petrus Kukulski rönt framgångar med sina romaner, utgivna av Albert Bonniers Förlag. Hjälp jag heter Zbigniew! blev 2005 en av de mest utlånade romanerna på Stockholms Stadsbibiliotek och låg på topplistorna i pockethandeln.[källa behövs] När Kukulski skulle ta emot tidskriften Polonias årliga kulturpris 2005 var utdelningen nära att stoppas efter det att regeringen i Warszawa tyckt att Hjälp jag heter Zbigniew! skildrade polacker på ett fördomsfullt sätt.
Hans andra bok Anteckningar från en liten Fiat handlar om en känslosam resa genom det kommunistiska Polen, på väg mot Morskie Oko. Den beskrevs av Svenska Dagbladet som en enda lång ”skrattfest” och ”en underbar resa genom Polen”. Böckerna, som präglas av svart humor, är fulla av kulturkrockar och dråpliga situationer.